# Чемпіонат Німеччини з хокею 1914
Чемпіонат Німеччини з хокею 1914 — 3-й регулярний чемпіонат Німеччини з хокею, чемпіоном став клуб СК Берлін.
Право брати участь у чемпіонаті отримали всі аматорські команди Німецького Союзу ковзанярів (DEV), але не більше двох команд з одного міста або району. Ігри чемпіонату відбулись в Льодовому палаці Берліна з 9 по 10 квітня 1914 року.

## Півфінали
- СК Берлін — ДЕХК Прага 12:0
- МТВ Мюнхен 1879 — СК Шарлоттенбург 3:2

## Фінал
- СК Берлін — МТВ Мюнхен 1879 12:1

## Склад чемпіонів
Склад СК Берлін: Блізенер, Вальтер Закс, Еміль Якоб, Альфред Штайнке, Ланге, Чарлі Георг Гартлі, Георгі.